# Etheostoma grahami
Etheostoma grahami é uma espécie de peixe da família Percidae.
Pode ser encontrada nos seguintes países: México e nos Estados Unidos da América.